# Cratère Sunset
Le cratère Sunset, en anglais Sunset Crater, est un volcan des États-Unis situé en Arizona, dans le Sunset Crater Volcano National Monument.
Dans la mythologie des Amérindiens Hopis, le cratère Sunset est le lieu où réside le dieu du vent.
Le public n'est plus autorisé à gravir le sommet. Il peut en revanche en parcourir la base via le Lava Flow Trail.

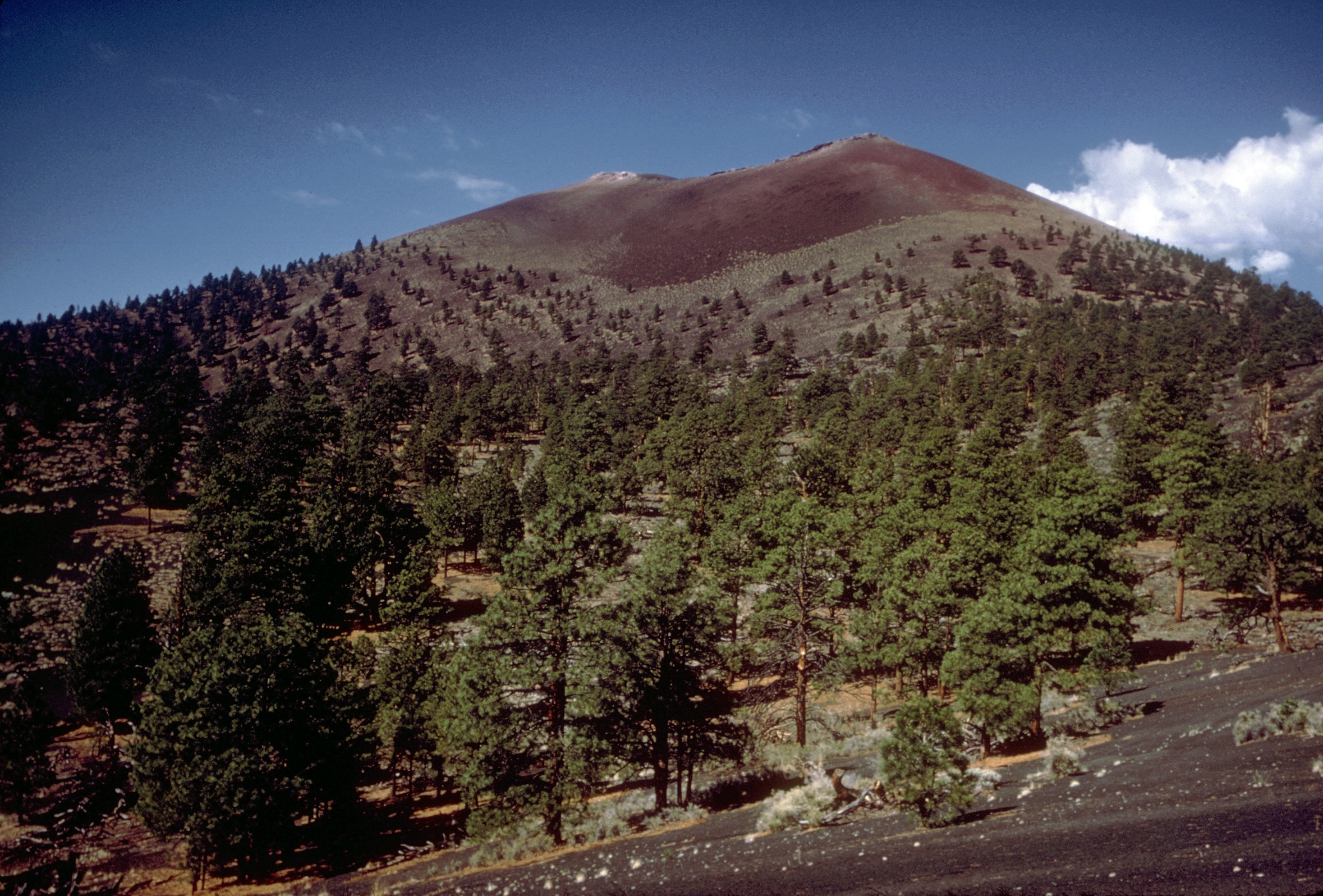
Vue du cratère Sunset.